# Keytrade
Die Keytrade AG mit Sitz in Thalwil ist ein international tätiges, auf Düngemittel spezialisiertes Schweizer Handelsunternehmen.
Bis 2015 bildete die Gesellschaft ein Joint Venture mit der US-amerikanischen Gesellschaft CF Industries Holdings, Inc.